# 化学工程

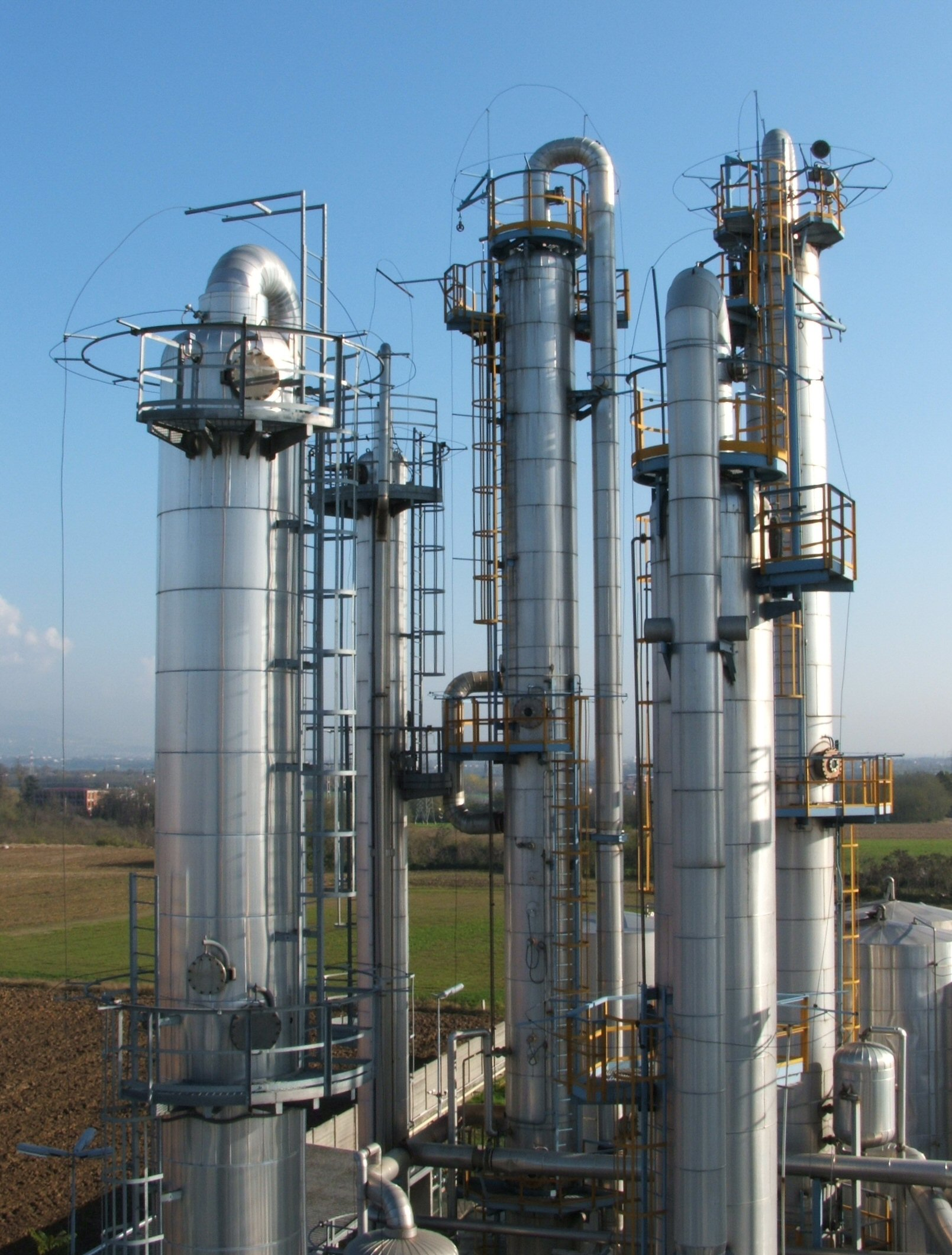
化學工廠

化學工程（chemical engineering）或化学工程学，簡稱化工、化工学，是研究以化學工業為代表以及其他過程工業（例如石油煉制、塑膠、冶金、食品、印染工業、油漆及氯鹼工業等）生產過程中有關化學過程與物理過程的一般原理和規律，並且應用這些規律來解決過程及裝置的開發、設計、操作及改善問題的工程技術學科。
化學工程主要研究大規模改變物料中的化學組成及其機械和物理性質。簡單地定義化學工程的本質，它是以數學及少量的物理觀念為基礎應用於化學工業上，來替生產各式化學品或是物料的工廠提供一個最節省成本的反應流程設計方式。實驗研究、理論分析和科學計算已經成為當代化工研究中不可或缺的三種主要手段。

## 概要
化學工程的理論基礎主要是化學、數學和物理學。 包括上述各學科的分支，如：
- 熱力學
- 化學動力學

## 歷史

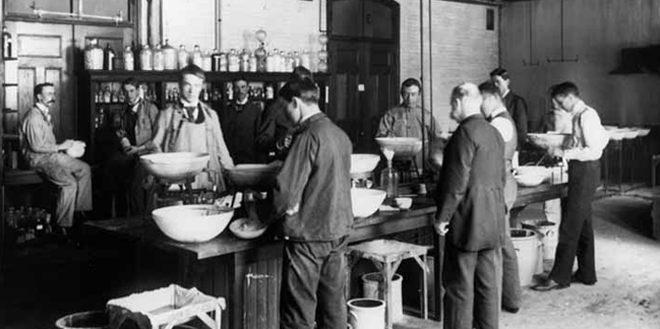
在麻省理工學院工業實驗室裡的學生們。

化學工程是建立在其最基礎的概念——單元操作之上。多數人認為喬治·戴維斯發明了單元操作這項學科，但並沒有積極地去發展它。1887年，他在英國曼徹斯特大學開課教授單元操作，被認為是化學工程的早期先鋒。早在戴維斯開這門課的三年前，亨利·愛德華·阿姆斯特朗便已在倫敦城市研究所行業協會開了一門學位課程；然而，當時多數的雇主都偏好雇用化學家或機械工程師，其課程的畢業生前景並不被看好，因此失敗收場。而美國麻省理工學院、英格蘭的曼徹斯特維多利亞大學以及倫敦大學所開授的相關課程也都面臨了類似的情況。
路易斯·諾頓從1888年開始，在麻省理工學院開授了全美第一門化工課程。諾頓的課程與同期的阿姆斯特朗的課程，基本上互相類似，皆合併了化學與工程等學科知識。當時從事本行的初期化學工程師都面臨了身分上的問題，他們一方面像是工程師，另一方面又不僅是一般的化學家。1905年，威廉·沃克在自己的課程中介紹了單元操作的理論。到了1920年代，單元操作已經在前述學校與學院中，成為化學工程重要的一環。1908年成立的美國化學工程學會（AIChE）是讓化學工程成為獨立科學學門的一個重要角色。此外，在它的成立與推動之下，單元操作成為化學工程學的重點領域。與此同時，於1922年成立的化學工程協會（IChemE）也確立了化學工程為一門獨立的學科。

### 演進
1940年代，僅就單元操作已不足以應付化學反應器的發展；然而，單元操作在英國和美國各學院的化工課程中，依然處於優勢。直到1960年代，輸送現象才開始受到較大的關注。輸送現象提供了化學工程一個系統分析的方法。第二次世界大戰前後的化工發展，主要是由石化工業所引領的，不過其他領域亦有所發展。1940年代，生化工程與製藥工程開始有所進步，技術已足以大量生產青黴素、鏈黴素等醫用抗細菌藥。同時，高分子科學於1950年代的發展，促進了後來塑膠工業的興起。

### 近期發展
隨著電腦科學的迅速發展，大大簡化了人工計算與手繪的複雜過程。人類基因組計劃的完成不僅是化學工程學的進步，也被視為是一項基因組學與基因工程的重大發展。化工原理亦被運用在大量製造核酸序列。

## 基本概念
在化學工程中經常會用到下面這些概念：

### 化學反應工程
化學工程領域包含控制工廠程序與條件，以確保工廠的最佳運作。化學反應工程師利用實驗室數據以及化學熱力學的物理參數來建構分析模型或設計反應器，藉此解決問題、預測反應器之性能。

### 程序設計
單元操作是化學工程程序裡的一個物理步驟，如結晶、過濾、乾燥及蒸發等。綜合運用這些單元操作，得以製備反應物、純化並分離生成物、回收剩餘反應物以及控制反應器中的能量輸送。另一方面，一個單元的過程與單元操作在化學上是等價的；藉由單元操作，數個單元過程構成了一個整體的處理過程。單元過程，如氮化或氧化等，涉及大量的生物化學、熱化學等轉換方式。負責這些的工程師則稱為「程序工程師」。

### 輸送現象
輸送現象的運用在工業生產線上十分常見，包含流體力學、熱量輸送以及質量輸送等部分，其中又涉及動量輸送、能量輸送與化學物質的輸送等等。在表達巨觀、微觀與分子等三種不同層級的輸送現象時，所使用基礎方程式十分類似；因此，在學習輸送現象時，需要對其原理及數學式有很全面且通盤的了解。

## 應用

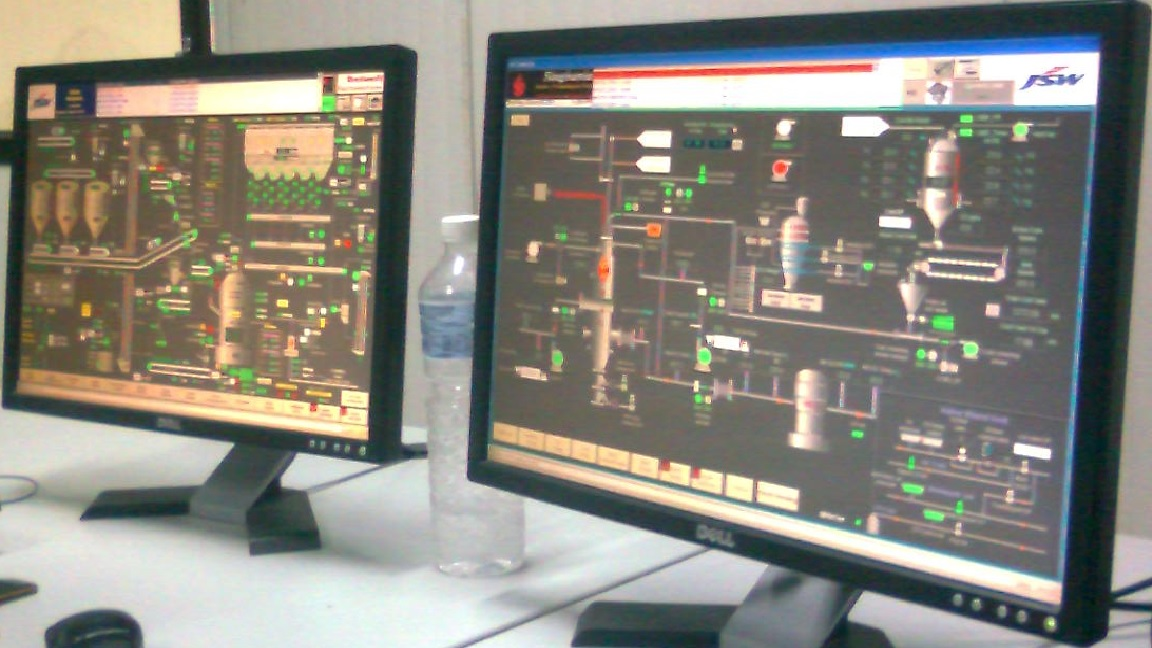
化學工程師以電腦控制並監控自動化工廠系統。

化學工程師專門找尋並建構最經濟實惠的生產方式，其考量重點包含原料與能源等成本問題。化學工程師利用化學及工程學知識，將未經處理的低價原料以大規模的方式轉換成高價有用的產品，如藥物、石化產品以及塑膠等等。他們也專注於污染物排放與各項研究。在應用及研究方面都需要大量的電腦協助。
化學工程師可能從事工業生產或學術研究；他們專門進行設計或實驗，以找尋並建立更優良的生產方式、汙染控制、節約資源以及安全提升。他們也許是專門設計並建構工廠的專案工程師。在化工領域，工程師們運用其專業知識來選擇工廠設備、控制生產產量與成本的最大化及最小化，並從事後續工廠的升級與維護。 化學工程師也許一輩子受雇管理工廠運作；相反地，也有可能成為專業顧問，處理並協助化工相關問題。

## 成為化學工程師
通常至少需大學學歷，擁有相關證照便有加分效果，如化學乙、丙級，化工乙、丙級，以化學丙級為其基礎最為重要

## 研究領域
今天，化學工程學的研究十分多樣化，涵蓋了傳統化學工業、材料科學、生物技術、奈米技術等眾多領域。

| - 生化工程 - 生物程序工程 - 生物資訊學 - 生物醫學工程 - 生物分子工程 - 生物技術 - 生物技術工程 - 催化 - 陶瓷 - 化工流程建模 - 化工技術專家 - 化學反應器 - 化學武器 - 化學信息學 - 計算流體力學 - 防腐工程 - 成本估算 - 電化學 - 環境工程 - 地震工程 - 費托合成 | - 熱力學 - 輸運現象 - 單元操作 - 流體力學 - 食品工程 - 燃料電池 - 氣化 - 熱傳遞 - 工業氣體 - 工業催化劑 - 質量傳送 - 材料科學 - 冶金學 - 微流控 - 分子工程 - 奈米科學 - 自然環境 - 天然氣加工 - 核燃料再處理 - 鑽探 - 煉油 | - 製藥工程 - 塑料工程 - 聚合物、塑膠 - 程序控制 - 程序設計 - 流程模擬 - 程序工程 - 最小化程序 - 造紙工程 - 安全工程 - 半導體器件製造 - 分離過程 - 結晶過程 - 蒸餾過程 - 膜技術 - 合成氣生產 - 紡織工業 - 水處理 - 油漆、塗料 - 染料、漂白 |